# Rue du Repos (Paris)
Pour les articles homonymes, voir Rue du Repos.
La rue du Repos est une voie du 20e arrondissement de Paris, en France.

## Situation et accès
La rue du Repos est une voie publique située dans le 20e arrondissement de Paris. Elle débute au 194, boulevard de Charonne et se termine au 28, boulevard de Ménilmontant.
La rue qui longe le cimetière du Père-Lachaise forme un angle droit avant de se diriger vers le boulevard de Ménilmontant. À proximité de ce coude se trouve une entrée de ce cimetière : la porte du Repos (à ne pas confondre avec l'entrée principale du cimetière).

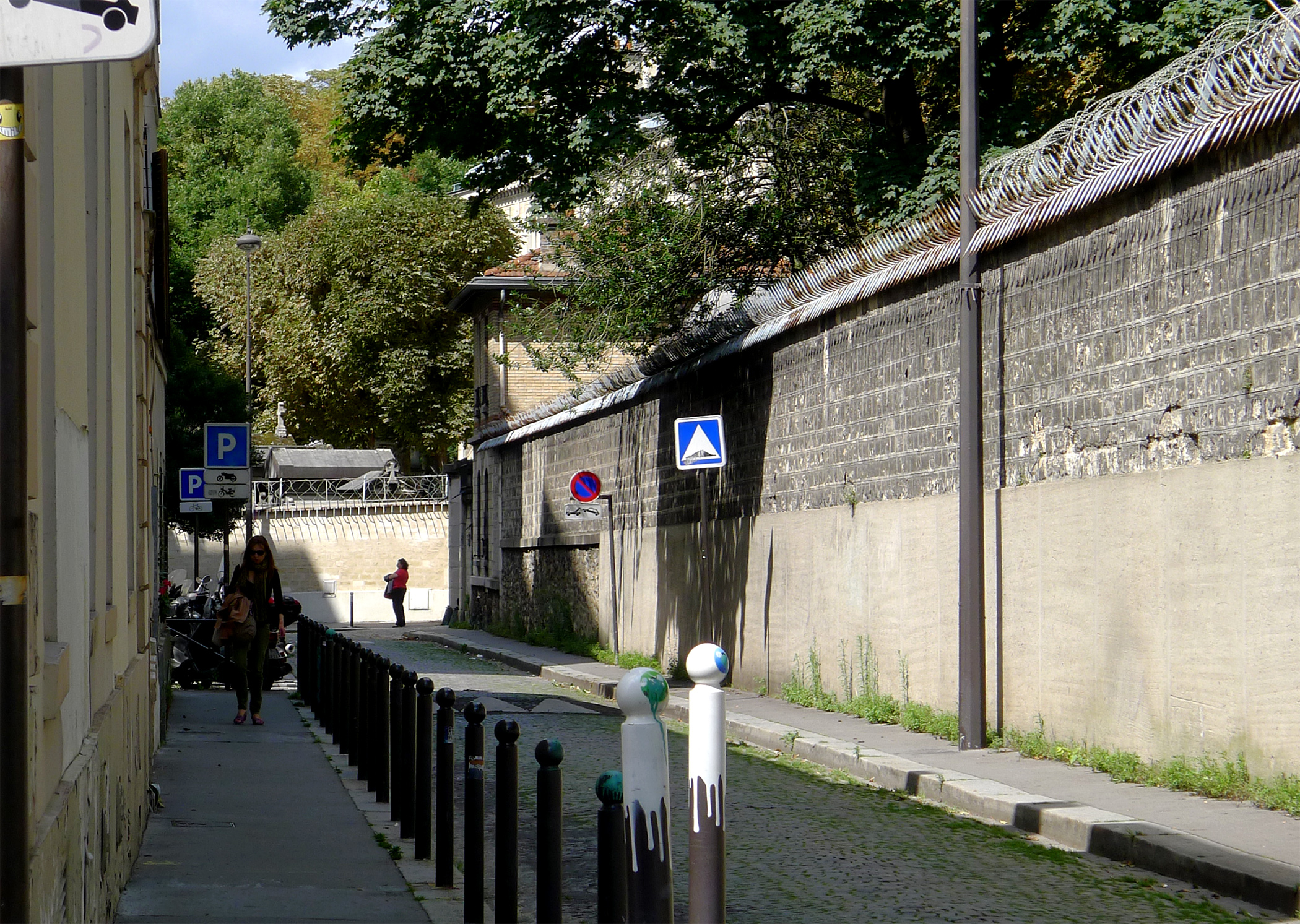
À droite, le mur du cimetière.
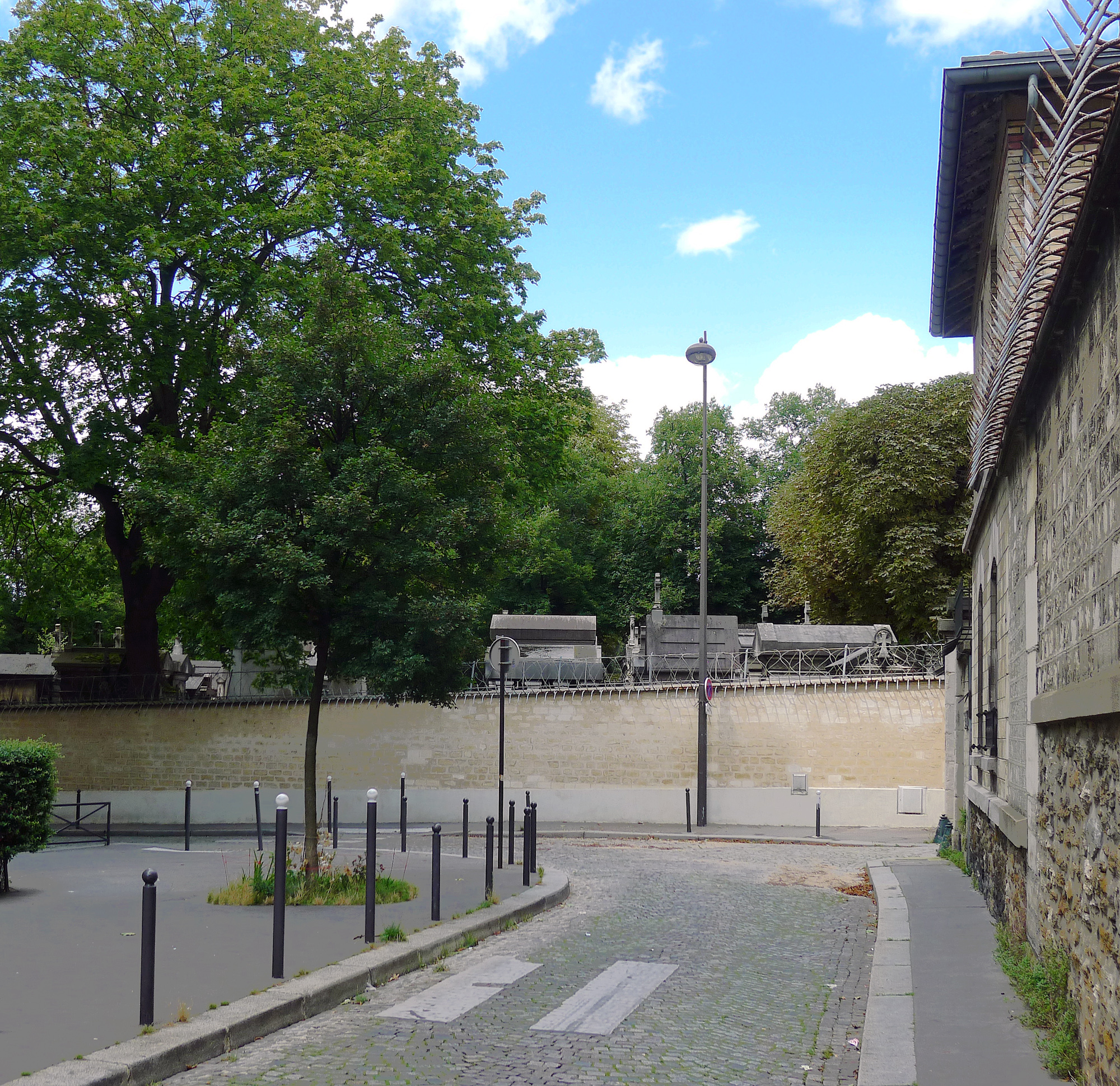
Le coude.
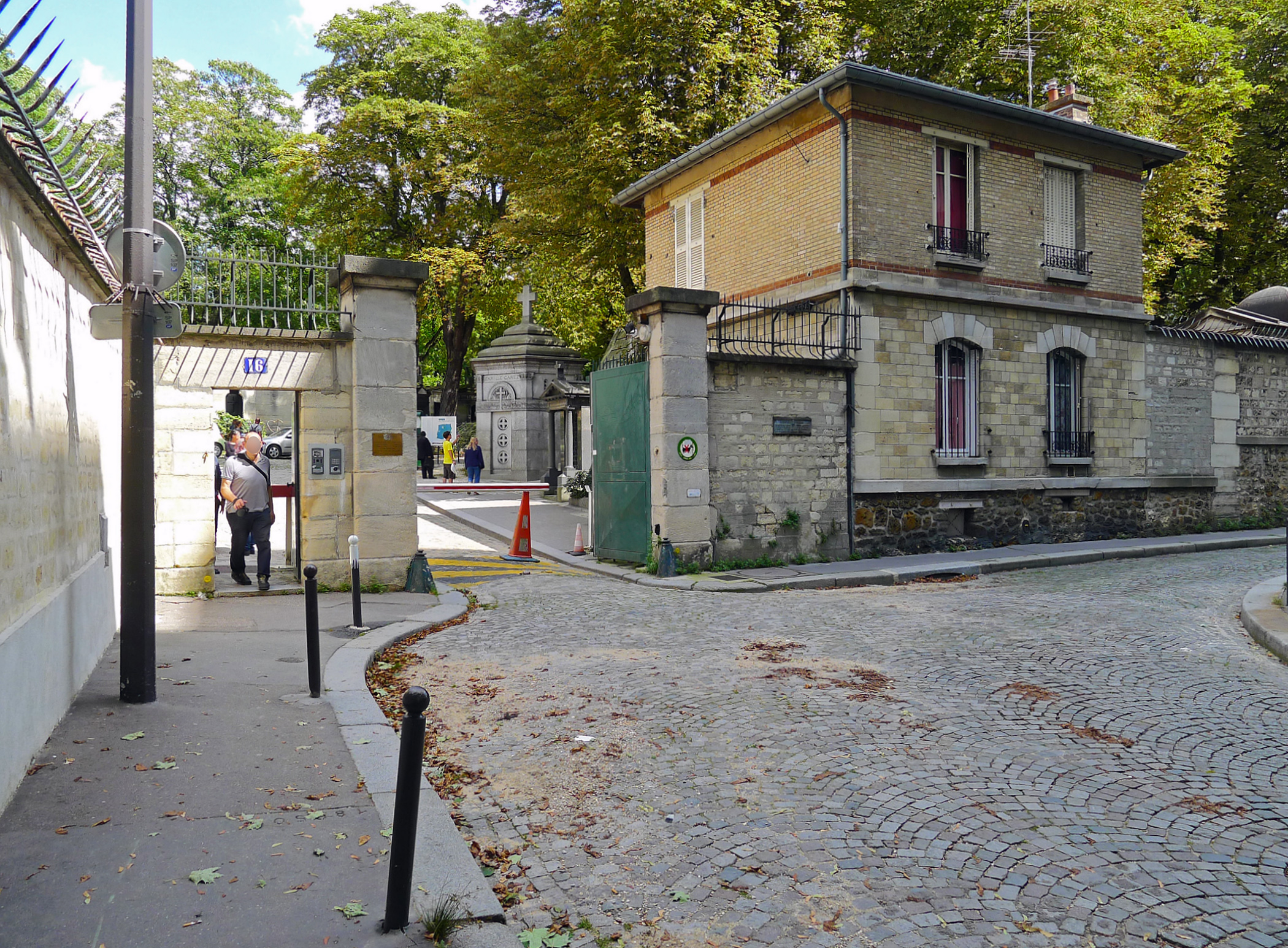
L'entrée du cimetière (porte du Repos).

## Origine du nom
Elle porte ce nom en raison du voisinage du cimetière du Père-Lachaise, par allusion à l'expression « repos éternel » qui désigne la mort par euphémisme.

## Historique
Cette voie de l'ancienne commune de Charonne est indiquée sur le plan de Jouvin de Rochefort de 1672. Elle porta le nom de « rue Saint-André » avant d'être classée dans la voirie parisienne en vertu d'un décret du 23 mai 1863 et de prendre sa dénomination actuelle par un arrêté du 10 novembre 1873.

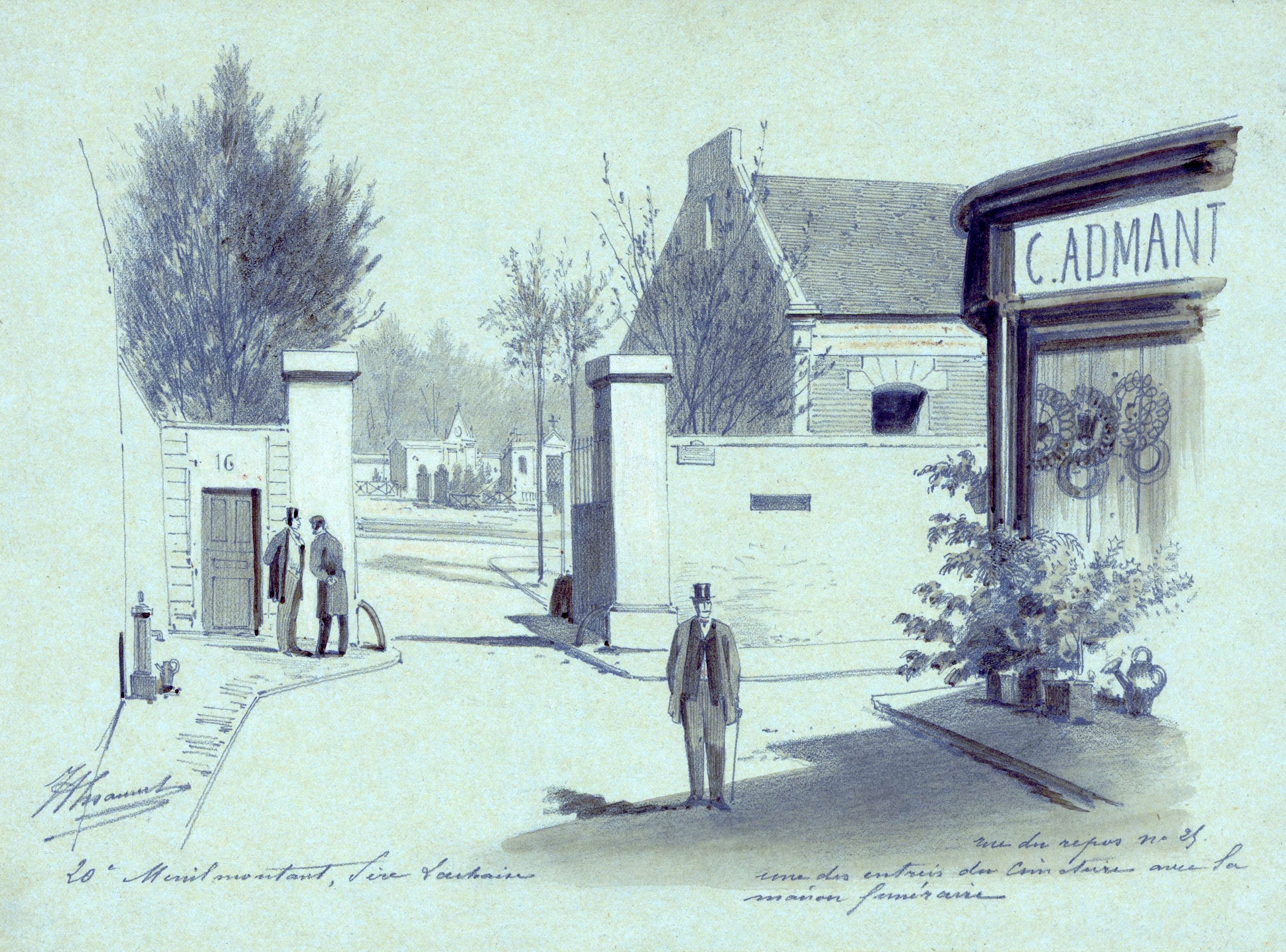
Porte du Repos dessinée par Jules-Adolphe Chauvet (1896).
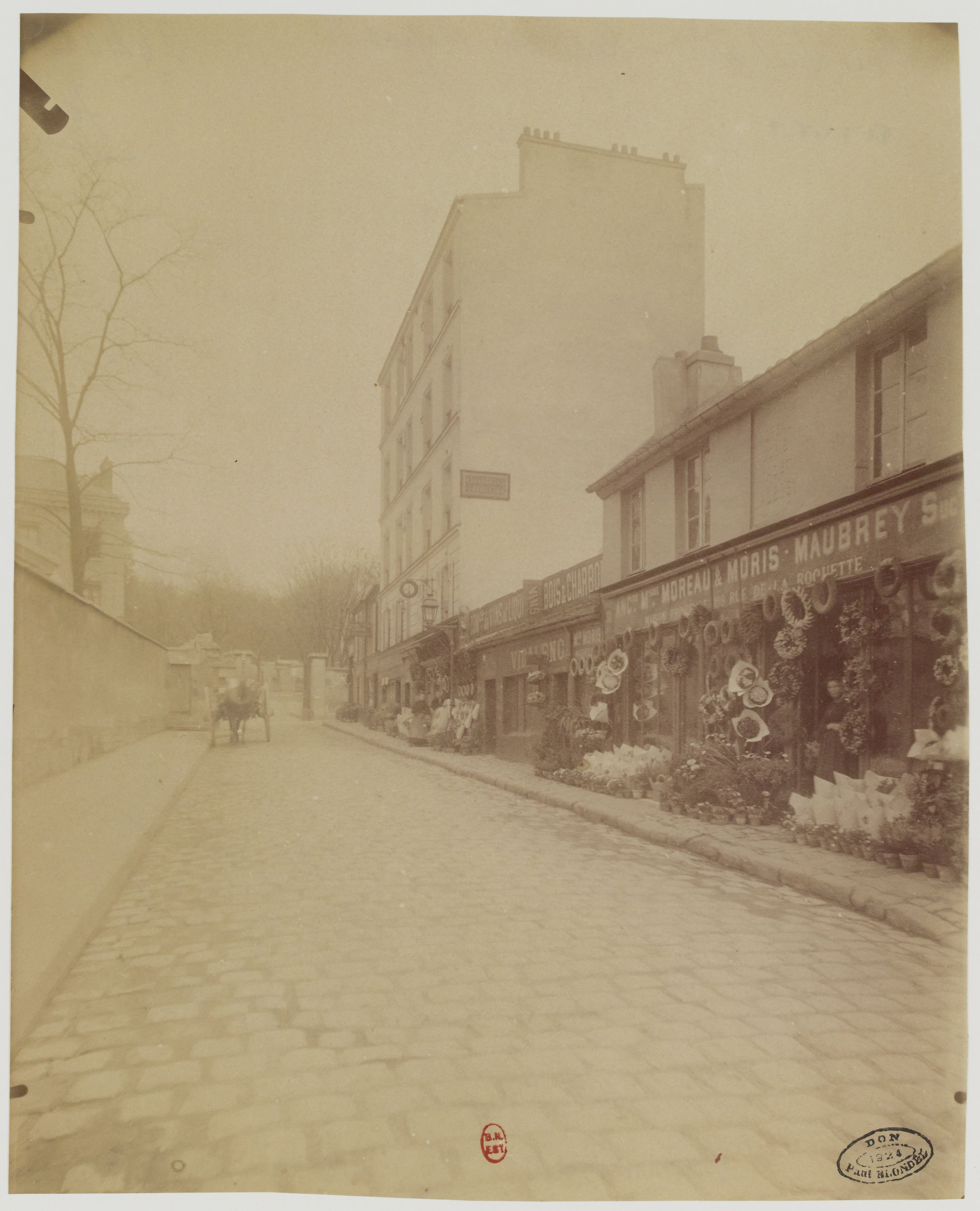
Rue du Repos photographiée par Eugène Atget (1900 ou 1901).
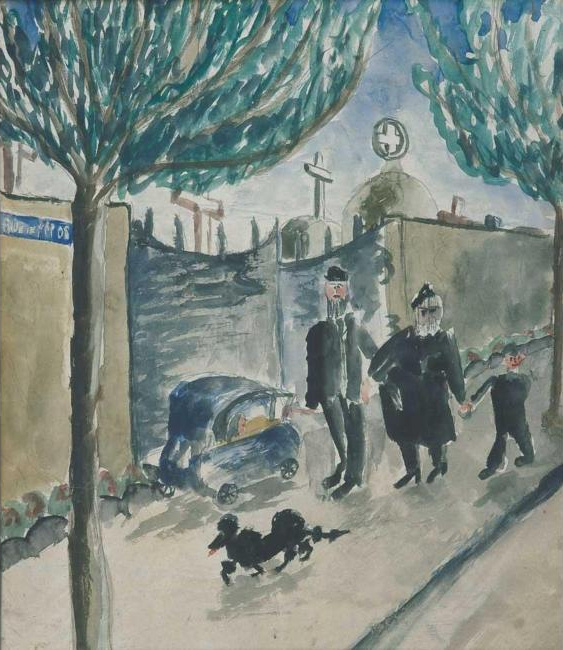
Peter Purves Smith, Rue du Repos (1938).

## Bâtiments remarquables et lieux de mémoire
Le numéro 13 actuel situé à l'angle de la rue Pierre-Bayle, avec ses inscriptions CTE GG et CTE FF sur ses deux faces, matérialisait en 1724 (bornage de 1724) les limites de Paris au-delà desquelles il était interdit de bâtir.
Lucien Lambeau situe, dans l’angle droit de la rue, la Folie-Régnault.